# Englische Frauen-Cricket-Nationalmannschaft in den West Indies in der Saison 2022/23
Die Tour der englischen Frauen-Cricket-Nationalmannschaft in die West Indies in der Saison 2022/23 fand vom 4. bis zum 22. Dezember 2022 statt. Die internationale Cricket-Tour war Bestandteil der Internationalen Cricket-Saison 2022/23 und umfasste drei WODIs und fünf WTwenty20s. Die WODIs waren Teil der ICC Women’s Championship 2022–2025. England gewann die WODI-Serie mit 3–0 und die WTweny20-Serie 5–0.

## Vorgeschichte
Die West Indies bestritten zuvor eine Tour gegen Neuseeland, für England war es die erste Tour der Saison. Das letzte Aufeinandertreffen bei einer Tour fand in der Saison 2020 in England statt.

## Stadion
Das folgende Stadion wurde für die Austragung der Tour ausgewählt.
| Stadt       | Land                | Stadion                     | Kapazität | Spiele               |
| ----------- | ------------------- | --------------------------- | --------- | -------------------- |
| Bridgetown  | Barbados            | Kensington Oval             | 11.000    | 1. –3. WODI; 1. WT20 |
| North Sound | Antigua und Barbuda | Sir Vivian Richards Stadium | 10.000    | 2. – 5. WODI         |

## Kaderlisten
England benannte seinen Kader am 22. November 2022. Die West Indies benannten ihren WODI-Kader am 1. Dezember 2022.
| WODI | WODI | WTwenty20 | WTwenty20 |
| West Indies | England | West Indies | England |
| --- | --- | --- | --- |
| - Hayley Matthews (K) - Shakera Selman (VK) - Aaliyah Alleyne - Shemaine Campbelle (wk) - Afy Fletcher - Cherry-Ann Fraser - Shabika Gajnabi - Sheneta Grimmond - Chinelle Henry - Kycia Knight (wk) - Kyshona Knight - Chedean Nation - Karishma Ramharack - Kaysia Schultz - Rashada Williams (wk) | - Heather Knight (K) - Amy Jones (VK, wk) - Tammy Beaumont - Lauren Bell - Alice Capsey - Kate Cross - Alice Davidson-Richards - Freya Davies - Charlie Dean - Sophia Dunkley - Sophie Ecclestone - Freya Kemp - Emma Lamb - Natalie Sciver - Danni Wyatt | - Hayley Matthews (K) - Shemaine Campbelle (VK) - Aaliyah Alleyne - Afy Fletcher - Cherry-Ann Fraser - Shabika Gajnabi - Sheneta Grimmond - Chinelle Henry - Trishan Holder - Djenaba Joseph - Kycia Knight (wk) - Kyshona Knight - Karishma Ramharack - Kaysia Schultz - Rashada Williams (wk) | - Heather Knight (K) - Amy Jones (VK, wk) - Lauren Bell - Maia Bouchier - Katherine Brunt - Alice Capsey - Alice Davidson-Richards - Freya Davies - Charlie Dean - Sophia Dunkley - Sophie Ecclestone - Sarah Glenn - Freya Kemp - Natalie Sciver - Lauren Winfield-Hill - Issy Wong - Danni Wyatt |

## Women’s One-Day Internationals

### Erstes WODI in North Sound
| 4. Dezember Scorecard | North Sound | England 307-7 (50)           | – | West Indies 165 (40.3) |
|                       |             | England gewinnt mit 142 Runs |   |                        |

Die West Indies gewannen den Münzwurf und entschieden sich als Feldmannschaft zu beginnen. Für England bildeten die Eröffnungs-Batterinnen Tammy Beaumont und Alice Capsey eine erste Partnerschaft. Capsey schied nach 17 Runs aus und an der Seite von Beaumont konnte sich Natalie Sciver etablieren. Beaumont verlor nach 33 Runs ihr Wicket und nachdem Heather Knight 16 Runs erreichte, kam Danni Wyatt aufs Feld. Zusammen mit Sciver erzielte sie eine Partnerschaft über 103 Runs, bevor Sciver nach einem Half-Century 90 Runs ausschied. Amy Jones bildete eine weitere Partnerschaft mit Wyatt, bevor letztere nach einem Fifty über 68 runs ausschied. An der Seite von Jones folgte Sophie Ecclestone, die, nachdem Jones nach 30 Runs ausschied, das Innings nach 19* Runs ungeschlagen beendete. Beste Bowlerin der West Indies war Chinelle Henry mit 3 Wickets für 59 Runs. Für die West Indies bildete Eröffnungs-Batterin Hayley Matthews zusammen mit der dritten Schlagfrau Kycia Knight eine erste Partnerschaft. Matthews musste kurz darauf verletzt aussetzen und wurde gefolgt durch Rashada Williams, die 34 Runs erreichte. Nachdem Knight nach 39 Runs ausgeschieden war, kam Matthews wieder ins Spiel und erzielte 34 Runs. Chedean Nation konnte dann noch 17 Runs erreichen, was jedoch nicht ausreichte, um die Vorgabe einzuholen. Beste Bowlerin für England war Charlie Dean mit 4 Wickets für 35 Runs. Als Spielerin des Spiels wurde Natalie Sciver ausgezeichnet.

### Zweites WODI in North Sound
| 6. Dezember Scorecard | North Sound | England 260 (48.1)           | – | West Indies 118 (31.3) |
|                       |             | England gewinnt mit 142 Runs |   |                        |

England gewann den Münzwurf und entschied sich als Schlagmannschaft zu beginnen. Die Eröffnungs-Batterinnen Tammy Beaumont und Emma Lamb bildeten eine erste Partnerschaft. Lamb schied nach 21 Runs aus und wurde durch Sophia Dunkley ersetzt. Beaumont verlor nach 21 Runs ihr Wicket und nachdem Heather Knight nach 25 Runs ausschied, schied auch Dunkley nach einem Fifty über 57 Runs aus. Die hineinkommende Danni Wyatt bildete mit Amy Jones eine weitere Partnerschaft. Wyatt erreichte 12 Runs und Sophie Ecclestone 11 Runs, während Jones das Innings mit einem Fifty über 70* Runs beendete. Beste west-ondische Bowlerin war Hayley Matthews mit 3 Wickets für 50 Runs. Für die West Indies konnte sich erst die vierte Schlagfrau Rashada Williams etablieren. An ihrer Seite erzielten Chedean Nation 17 und Chinelle Henry 13 Runs, bevor das letzte Wicket fiel und Williams ein ungeschlagenes Fifty über 54* Runs erreichte. Beste englische Bowlerin war Lauren Bell mit 4 Wickets für 33 Runs. Als Spielerin des Spiels wurde Amy Jones ausgezeichnet.

### Drittes WODI in North Sound
| 9. Dezember Scorecard | North Sound | England 256 (43.3)           | – | West Indies 105 (37.3) |
|                       |             | England gewinnt mit 151 Runs |   |                        |

England gewann den Münzwurf und entschied sich als Schlagmannschaft zu beginnen. Sie begannen mit Emma Lamb und Tammy Beaumont. Lamb schied nach 29 Runs aus und kurz darauf auch Beaumont nach 25 Runs. Daraufhin konnte Natalie Sciver sich etablieren und an ihrer Seite Danni Wyatt erzielen. Nachdem Amy Jones ins Spiel gekommen war, schied Sciver nach einem Fifty über 85 Runs aus. An der Seite von Jones erzielte Kate Cross noch 10 Runs, jedoch fiel kurz darauf das letzte Wicket als Jones bei 32* Runs Stand. Beste west-indische Bowlerinnen waren Shakera Selman mit 3 Wickets für 29 Runs und Hayley Matthews mit 3 Wickets für 56 Runs. Für die West Indies konnte zunächst Eröffnungs-Batterin Hayley Matthews 28 Runs erzielen. Daraufhin erreichte Kycia Knight 11 Runs und Kyshona Knight 13 Runs, was jedoch nicht ausreichte, um die Vorgabe zu gefährden. Beste englische Bowlerin war Sophie Ecclestone mit 3 Wickets für 9 Runs. Als Spielerin des Spiels wurde Natalie Sciver ausgezeichnet.

## Women’s Twenty20 Internationals

### Erstes WTwenty20 in North Sound
| 11. Dezember Scorecard | North Sound | West Indies 105-7 (20)        | – | England 106-2 (12.4) |
|                        |             | England gewinnt mit 8 Wickets |   |                      |

England gewann den Münzwurf und entschied sich als Feldmannschaft zu beginnen. Für die West Indies konnte sich die vierte Schlagfrau, Rashada Williams, etablieren. Nachdem sie nach 23 Runs ihr Wicket verloren hatte, folgte ihr Chinelle Henry die mit Shabika Gajnabi eine Partnerschaft bildete. Gajnabi verlor nach 13 Runs ihr Wicket, während Henry das Innings ungeschlagen mit 21* Runs beendete und so eine Vorgabe von 106 Runs aufstellte. Beste englische Bowlerin war Lauren Bell mit 3 Wickets für 26 Runs. Für England bildeten die Eröffnungs-Batterinnen Sophia Dunkley und Danni Wyatt eine Partnerschaft. Dunkley schied nach 25 Runs aus und nachdem Lauren Winfield-Hill nach 15 Runs ihr Wicket verlor, konnte Wyatt die Vorgabe nach einem Fifty über 59* Runs im 13. Over einholen. Als Spielerin des Spiels wurde Lauren Bell ausgezeichnet.

### Zweites WTwenty20 in Bridgetown
| 14. Dezember Scorecard | Bridgetown | England 141-6 (20)          | – | West Indies 125-8 (20) |
|                        |            | England gewinnt mit 16 Runs |   |                        |

England gewann den Münzwurf und entschied sich als Schlagmannschaft zu beginnen. Als Spielerin des Spiels wurde Sophia Dunkley ausgezeichnet.

### Drittes WTwenty20 in Bridgetown
| 17. Dezember Scorecard | Bridgetown | England 157-6 (20)          | – | West Indies 140-8 (20) |
|                        |            | England gewinnt mit 17 Runs |   |                        |

England gewann den Münzwurf und entschied sich als Schlagmannschaft zu beginnen. Als Spielerin des Spiels wurde Charlie Dean ausgezeichnet.

### Viertes WTwenty20 in Bridgetown
| 18. Dezember Scorecard | Bridgetown | England 131-8 (20)          | – | West Indies 82 (16) |
|                        |            | England gewinnt mit 49 Runs |   |                     |

England gewann den Münzwurf und entschied sich als Schlagmannschaft zu beginnen. Als Spielerin des Spiels wurde Charlie Dean ausgezeichnet.

### Fünftes WTwenty20 in Bridgetown
| 22. Dezember Scorecard | Bridgetown | West Indies 43 (16.2)         | – | England 44-2 (5.3) |
|                        |            | England gewinnt mit 8 Wickets |   |                    |

Die West Indies gewannen den Münzwurf und entschieden sich als Schlagmannschaft zu beginnen. Als Spielerin des Spiels wurde Freya Davies ausgezeichnet.

## Auszeichnungen

### Player of the Series
Als Player of the Series wurden die folgenden Spielerinnen ausgezeichnet.
| Serie | Player of the Series |
| ----- | -------------------- |
| WODI  | Natalie Sciver       |
| WT20  | Charlie Dean         |

### Player of the Match
Als Player of the Match wurden die folgenden Spielerinnen ausgezeichnet.
| Spiel   | Player of the Match |
| ------- | ------------------- |
| 1. WODI | Natalie Sciver      |
| 2. WODI | Amy Jones           |
| 3. WODI | Natalie Sciver      |
| 1. WT20 | Lauren Bell         |
| 2. WT20 | Sophia Dunkley      |
| 3. WT20 | Charlie Dean        |
| 4. WT20 | Charlie Dean        |
| 5. WT20 | Freya Davies        |